# سیدینگ (رایانش)
در رایانش و به‌طور خاص در اشتراک‌گذاری فایل همتابه‌همتا، سیدینگ (به انگلیسی: Seeding) به معنی بارگذاری محتوای قبلاً بارگیری‌شده برای بارگیری دیگران است. یک همتا، یک رایانهٔ متصل به شبکه، هنگامی که به تمام مجموعهٔ داده‌هایی که قصد بارگیری‌اش را داشت دست پیدا می‌کند، به یک سیدر تبدیل می‌شود. این داده‌ها از قسمت‌های کوچکی تشکیل شده‌اند به گونه‌ای که سیدرها می‌توانند محتوای خود را با سایر همتایان به‌اشتراک بگذارند و بخش‌های ناقص همتایان دیگر را کامل کنند. یک همتا با هدف سیدر شدن، پس از اتمام بارگیری کامل فایل، روند بارگذاری را متوقف نمی‌کند تا فایل برای دیگر همتایان نیز بارگیری شود. نقطهٔ مقابل یک سیدر، زالو (به انگلیسی: Leech) است که کم‌تر از مقداری که بارگیری کرده را بارگذاری می‌کند.

## زمینه
سیدینگ یک عمل در اشتراک گذاری فایل به صورت همتابه‌همتا است، یک مدل توزیع محتوا که کامپیوترها را به منظور به‌اشتراک گذاشتن محتوای مورد نظر بااستفاده از یک نرم‌افزار اشتراک فایل همتابه‌همتا (P2P) متصل می‌کند. بیت‌تورنت نمونه‌ای از یک نرم‌افزار اشتراک فایل همتابه‌همتا است. اشتراک فایل همتابه‌همتا با مدل کلاینت-سرور که در آن محتوا مستقیماً از طریق یک سرور واحد بین کلاینت‌ها توزیع می‌شود متفاوت است. برای بهینه‌سازی کارکرد به‌اشتراک گذاری فایل به صورت همتابه‌همتا، محتوا به بخش‌های ۲۵۶ کیلوبایتی (KB) تقسیم می‌شود. این بارگیری قطعه‌ای باعث می‌شود قسمت‌هایی از فایل که همتایان کم دارند توسط سیدرها به آن‌ها اختصاص داده شود. همچنین باعث می‌شود بارگیری‌ها سریع‌تر انجام شود، زیرا محتوا بین همتایان قابل تبادل است. به همهٔ همتایان (از جمله سیدرها) که یک محتوای مشترک را به اشتراک گذاشته‌اند، دسته (به انگلیسی: swarm) گفته می‌شود.
داده‌های به‌اشتراک گذاشته شده از طریق اشتراک فایل همتابه‌همتا، شامل محتوای به‌اشتراک‌گذاشته شدهٔ فایل، چرخهٔ رایانش و دیسک حافظه و دیگر منابع است.

## انگیزه‌ها
در اشتراک گذاری فایل‌های همتابه‌همتا، قدرت دسته به رفتار کاربران بستگی دارد، زیرا همتایان در حالت ایدئال بیشتر از آنچه بارگیری می‌کنند، بارگذاری می‌کنند. این‌کار با سیدینگ انجام می‌شود و انگیزه‌های مختلفی برای این‌کار وجود دارد. دو انگیزهٔ محبوب برای سیدینگ وجود دارد که یکی از آنها مکانیسم تشویقی مبتنی بر شهرت و خوش‌نامی و دیگری مکانیسم تیت فور تت (به انگلیسی: tit for tat) است. همان‌طور که از نامشان پیداست، اولی مکانیسم مبتنی بر کسب اعتبار و خوش‌نامی یک همتا است، به این معنی که آن دسته از همتایان که اعتبار خوبی دارند، مورد احترام سایرین قرار می‌گیرند. مکانیزم دوم اما جلوی بارگیری کردن همتایانی که محتوای بارگیری‌شده را برای همتایان دیگر بارگذاری نمی‌کنند می‌گیرد. حالت دوم همتایان را مجبور به بارگذاری می‌کند.
اگرچه سیدینگ فقط یک هنجار اجتماعی است، اما برخی محققان عمل بارگذاری داده‌ها برای دیگران را وظیفه می‌دانند و ادعا می‌کنند که «بارگیری‌کنندگان برای جبران مصرف منابع بارگذاری‌کنندگان، باید منابع خود را در اختیار دیگران قرار دهند و این رفتار انسان‌دوستانه را تشویق کنند.» سایر محققان ملایم‌تر هستند و معتقدند که گروهی از سیدران بسیار باانگیزه می‌توانند با برنامه‌ریزی زمان درست سیدینگ، بارگذاری موثرتری را ارائه دهند.